# Lee Sung-min
Lee Sung-min (hangŭl: 이성민; hanja: 李晟敏; romanizzazione: I Seongmin; McCune-Reischauer: Yi Sŏngmin; Gyeonggi, 1º gennaio 1986) è un attore, artista marziale e cantante sudcoreano, membro della boy band Super Junior e delle sue sotto-unità Super Junior-Happy e Super Junior-T.

## Biografia
Lee Sung-min è nato ad Ilsan, nel distretto Goyang di Gyeonggi, primo di due fratelli. Nel 2001, si è iscritto alla competizione canora SM Youth Best Contest, nel quale ha vinto il primo posto come "Miglior Apparizione Esterna", a pari merito con quello che sarebbe poi diventato suo futuro compagno di band, Donghae. I due hanno firmato insieme un contratto con l'etichetta discografica SM Entertainment, grazie al quale hanno anche effettuato delle lezioni intensive di canto, ballo e recitazione.
Nel 2002, Lee Sung-min è stato brevemente inserito in un gruppo sperimentale R&B insieme a Xiah, al futuro compagno di band nei Super Junior Eunhyuk e a tre cantanti di nome Typhoon, Rose e Attack. I sei hanno debuttato in televisione nel programma Heejun vs. Kangta, Battle of the Century: Pop vs. Rock, nel quale Moon Hee-jun ha insegnato a Typhoon, Rose ed Attack come cantare in modo adeguato la musica rock, mentre Kangta si è dedicato ad insegnare altre tecniche canore a Lee Sung-min, Xiah e Eunhyuk. Il gruppo, tuttavia, si sciolse appena un anno più tardi, quando Typhoon, Rose e Attack debuttarono nel gruppo rock TRAX, e Xiah venne inserito nei TVXQ. Sia Lee Sung-min che Eunhyuk, quindi, furono uniti ad altre dieci giovani reclute del mondo dello spettacolo, per formare il gruppo Super Junior 05, che avrebbe segnato la prima generazione della boy band "a rotazione" Super Junior.

## Carriera

### Super Junior

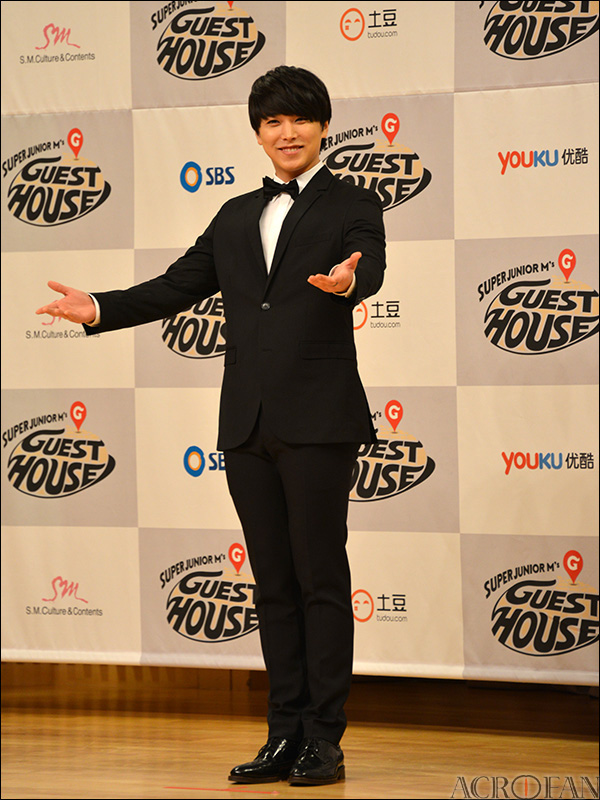
Lee Sung-min nel 2014

I Super Junior 05 hanno ufficialmente debuttato il 6 novembre 2005, nel programma musicale della SBS Popular Songs, nel quale hanno cantato il loro primo singolo TWINS (Knock Out). È stato registrato che il loro debutto televisivo ha attirato spettatori anche da altri paesi, specificatamente dalla Cina e dal Giappone. Un mese più tardi è stato pubblicato il primo album della formazione, che debuttò direttamente in terza posizione nella classifica K-pop MIAK.
A marzo del 2006, la SM Entertainment iniziò a reclutare nuovi membri per la successiva generazione dei Super Junior, tuttavia quando gli artisti nel gruppo raggiunsero il numero di 13, con l'aggiunta di Kyuhyun, la compagnia decise di mettere fine alla rotazione del gruppo e di farlo rimanere stabile con i membri allora presenti. Fu così che dal nome della boy band fu eliminato il suffisso "05". L'estate seguente, la formazione ottenne fama immediata con la pubblicazione del primo singolo U, che sarebbe stato il singolo del gruppo con più successo fino alla pubblicazione di Sorry, Sorry, a marzo del 2009.
Durante la sua permanenza nei Super Junior, Lee Sung-min è stato inserito in due dei sottogruppi tipici della strategia di mercato che caratterizza la boy band. A febbraio del 2007 ha debuttato con i Super Junior-T, particolari poiché hanno riportato in auge la musica tipica coreana di nome trot, mentre un anno dopo è stata la volta della partecipazione ai Super Junior-Happy.

### Recitazione
Nei primi mesi del 2005, Lee Sung-min ha recitato nel ruolo del giovane Kang Dong-shin, nel drama della MBC Jamaebada, appena prima del debutto dei Super Junior. Un anno più tardi, il cantante ha fatto un'apparizione come ospite nel drama teatrale Finding Lost Time, trasmesso sulla SBS, nel quale ha interpretato l'amico delle scuole superiori del cantante Micky. Il primo film importante di Lee Sung-min è stato il lungometraggio degli stessi Super Junior, Attack on the Pin-Up Boys, una produzione della SM Pictures che ha debuttato a luglio del 2007 e nel quale il cantante ha rappresentato un bellissimo studente che, però, viene attaccato da un criminale sconosciuto. All'inizio del 2008, Lee Sung-min ha partecipato al breve drama di un unico episodio Super Junior Unbelievable Story, insieme a Leeteuk. Lee Sung-min ha ivi recitato nel ruolo di se stesso, membro del popolare gruppo Super Junior-T che viene costantemente eclissato dagli altri membri. Solo 2009 ha ottenuto un ruolo da protagonista, interpretando Ro nel musical Akilla.

## Vita privata
Nel 2014 Sung-min ha annunciato di essere in una relazione con l'attrice Lee Sa-eun che ha eventualmente sposato in una cerimonia privata il 13 dicembre dello stesso anno.

## Discografia

### Singolo digitale
Nel 2007, Lee Sung-min ha pubblicato un singolo digitale insieme a Dana e Lina del gruppo femminile sudcoreano The Grace, tuttavia il singolo non è mai stato inserito in un CD ufficiale.
| Data         | Titolo      | Tracce | Note                                                                                       |
| ------------ | ----------- | --- | ------------------------------------------------------------------------------------------ |
| 9 marzo 2007 | 소중한 열매 | - 소중한 열매 - 소중한 열매 (Versione degli studenti) - 소중한 열매 (Versione delle cheerleader) - 소중한 열매 (Strumentale) | Etichetta discografica: SM Entertainment Produttore: Lee Soo-man Formato: singolo digitale |

## Filmografia

### Film
- Kkonminam yeonswae tereosageon (꽃미남 연쇄 테러사건), regia Lee Kwon (2007)
- Super Junior Unbelievable Story (슈퍼주니어의 기막힌 이야기) – film TV[6] (2008)
- I AM. (아이엠) - (2012)
- Goodbye Single (굿바이 싱글?), regia di Kim Tae-gon (2016)
- Miracle (기적?, 奇蹟?), regia di Lee Jang-hoon (2021)

### Serie televisive
- Jamaebada (자매바다) – serial TV, episodi 1-60 (2005-2006)
- The President (프레지던트) - serie TV (2010-2011)
- La giudice (소년 심판?, Sonyeon simpanLR) – serial TV (2021)

### Speciali
- Finding Lost Time (잃어버린시간을 찾아서) - (2006)

### Programmi televisivi
- Mystery 6 (미스터리 추적6) - programma televisivo (2006)
- Love Letter (리얼로망스 연애편지) - programma televisivo, episodi 97, 127-128 (2006)
- Super Adonis Camp (미소년 합숙 대소동) - programma televisivo (2006)
- Super Junior Mini-Drama (대결! 슈퍼주니어의 자작극) - programma televisivo (2006)
- X-Man (X맨) - programma televisivo, episodio 174 (2007)
- Explorers of the Human Body (인체탐험대) - programma televisivo (2007)
- Sunday Sunday Night- 'Oppa Band' (일밤 오빠밴드) (2009)
- Uri gyeolhonhaess-eo-yo (우리 결혼했어요) - reality show, episodi 45, 50 (2009)
- Girls' Generation Goes to School (소녀 학교에 가다) - programma televisivo, episodi 1-8 (2009)
- Radio Star (황금어장 라디오스타) - programma televisivo, episodi 101-102, 155, 336 (2009, 2010, 2013)
- Now Is The Era of Flower Boys (지금은 꽃미남 시대) - programma televisivo, episodio 14 (2009)
- Intimate Note 2 (절친 노트2) - programma televisivo, episodi 24-25 (2009)
- Strong Heart - programma televisivo, episodi 20, 21, 92 (2010, 2011)
- Let's Go! Dream Team Season 2 (출발 드림팀 - 시즌 2) - programma televisivo, episodi 33, 98 (2010, 2011)
- Muhan dojeon (무한도전) - programma televisivo, episodio 210 (2010)
- Idol Star Athletics Championships (아이돌 스타 육상 선수권대회) - programma televisivo (2010)
- Happy Together 3 (해피투게더) - programma televisivo, episodio 176 (2010)
- Uri gyeolhonhaess-eo-yo (우리 결혼했어요) - reality show, episodi 104,105, 108 (2011)
- 2011 Idol Star Athletics Championships (2011 아이돌스타 육상 선수권 대회) - programma televisivo (2011)
- Taxi (현장 토크쇼 택시) - programma televisivo, episodio 239 (2012)
- Invincible Youth 2 (청춘불패2) - programma televisivo, episodio 24 (2012)
- Hello Counselor 1 (안녕하세요 시즌1) - programma televisivo, episodi 85, 100 (2012)
- K-pop Star - Season 2 (K팝스타 - 시즌 2) - programma televisivo, episodio 1 (2012)
- Lee Soo Geun and Kim Byung Man's High Society (이수근 김병만의 상류사회) - programma televisivo, episodi 55-57 (2012)
- The Genius - Season 2 (더 지니어스: 룰 브레이커) - programma televisivo, episodio 10 (2014)
- The Ultimate Group (最强天团) - programma televisivo, episodio 1 (2014)
- Music Bank (뮤직뱅크) - programma televisivo, episodio 754 (2014)
- A Song For You 3 - programma televisivo, episodi 14-15, 24 (2014)
- Super Junior-M's Guest House (슈퍼주니어M의 게스트하우스) - programma televisivo, episodi 1-8, 10-12 (2014-2015)
- SJ Returns: PLAY The Unreleased Video Clips! (슈주 리턴즈 미공개 영상 PLAY) - programma televisivo (2018)
- Miss Trot 2 (미스트롯2) - programma televisivo, episodio 5 (2021)
- Taste of Wife (아내의 맛) - programma televisivo (2021)

## Programmi radiofonici
| Data                                                         | Nome                             | Note                                                                   |
| 4 giugno 2007–3 febbraio 2008 3 febbraio 2008–30 luglio 2008 | Reckless Radio (천방지축 라디오) | con Sooyoung delle Girls' Generation con Sunny delle Girls' Generation |